# Slaget ved Ludford Bridge
Slaget ved Ludford Bridge var en stort set ublodig konfrontation, der fandt sted i de første år af Rosekrigene. Det fandt sted den 12. oktober 1459 og resulterede i et tilbageslag for Huset York. Selv om det på det tidspunkt tilsyneladende var en triumf for det rivaliserende Hus Lancaster, havde det mistet sin fordel inden for seks måneder.

## Baggrund
I det første væbnede slag i krigen, Det 1. slag ved St Albans i 1455, havde Richard af York, støttet af sin svoger jarlen af Salisbury og Salisburys søn jarlen af Warwick, elimineret de fleste af hans rivaler ved hoffet. Han bekræftede sin troskab til kongen, Henrik af Lancaster, og blev genudnævnt til rigsforstander (Lord Protector) indtil februar 1456. Henriks dronning, Margrete af Anjou, havde imidlertid mistanke om, at Richard i sidste ende havde til hensigt at fortrænge hendes spæde søn Edvard af Westminster, prins af Wales fra arvefølgen og selv blive konge. Hun lagde konstant planer og agiterede mod Richard og Neville-jarlerne (Salisbury og Warwick) Hun blev støttet af flere adelsmænd, mange af dem sønner af Yorks modstandere, der var faldet i St Albans.
Det fornyede udbrud af åben krigsførelse var blevet fremskyndet af nogle egenmægtige aktioner af Warwick, der havde stillingen som kaptajn i Calais. I slutningen af 1458 havde han ført skibe fra Calais i angreb på handelsskibe fra Lübeck og Spanien, på grundlag af obskure krav på anerkendelse af engelsk suverænitet i kanalen, for at sikre sig tyvekost for at betale garnisonen i Calais. Skønt disse handlinger skabte røre i kongens hof, var de populære blandt de handlende, især i London og Kent, da de fjernede konkurrenter til den engelske handel med Flandern. Da Warwick blev kaldt til London for at forklare sine handlinger for kongens råd, udbrud der vold mellem Warwicks følge og kongens hushold. Warwick hævdede, at han var blevet truet på livet, og han vendte tilbage til Calais med uafklarede anklager.
Margrete antog dette for at være åben trods mod Henriks autoritet. Det tog hende ikke lang tid at overtale Henrik til at flytte hoffet fra London til Midlands, hvor hendes støtter havde mest indflydelse. De begyndte at samle deres styrker og indkaldte til et rådsmøde, der skulle afholdes i Coventry den 24. juni 1459. York, Salisbury og Warwick selv frygtede, at de ville blive arresteret for forræderi, hvis de drog til deres modstanders hjemmebane, og de nægtede derfor at deltage. De blev hurtigt tiltalt for oprør.
York-styrkerne begyndte felttoget spredt ud over landet. York selv var i Ludlow i nær den walisiske grænse, Salisbury var på Middleham Castle i North Yorkshire og Warwick var i Calais. Mens Salisbury og Warwick marcherede afsted for at slutte sig til hertugen af York, beordrede Margrete én styrke under hertugen af Somerset til at afskære Warwick og en anden under James Tuchet, 5. baron Audley, til at afskære Salisbury. Warwick undgik Somerset med held, mens Audleys styrker blev besejret i det blodige slag på Blore Heath.

## Slag
Selv efter dette nederlag var de styrker, der var tilgængelige for Henrik og Margrete, i overtal i forhold til de kombinerede York-hære to til én. York-hæren forsøgte at bevæge sig mod London, men fandt deres vej blokeret af Lancaster-hæren med kong Henrik af navn selv i spidsen og faldt tilbage til Worcester. Her deltog hertugen af York i messen i katedralen, før han udsendte skriftlige protester om hans loyalitet over for Henrik. Disse blev ignoreret.
York-hæren trak sig tilbage mod Ludlow, inden den tog opstilling på en befæstet position nær Ludford, Shropshire den 12. oktober. Deres tropper gravede en defensiv grøft på en mark på den modsatte side af Teme-floden fra Ludlow nær broen, som gav slaget sit navn. De konstruerede også barrikader af vogne, hvor der blev anbragt kanoner. Moralen var imidlertid lav, ikke mindst fordi det kongelige banner kunne ses oven over Lancaster-hæren, og det videdes, at kong Henrik selv var til stede i fuld rustning. I meget af sin regeringstid var Henrik blevet betragtet som en ineffektiv hersker, og han var endda gået fra forstanden i perioder på flere måneder ad gangen. Richard af York og hans støtter havde hævdet, at de kun var imod Henriks "onde rådgivere". Nu indså de, at deres hær sandsynligvis ville nægte at kæmpe mod en hær, der inkluderede Henrik selv. Henrik og hertugen af Buckingham, som var i spidsen for kongens hær, erklærede tilbuddet om en benådning til enhver, der ville skifte side.
Blandt de tropper, som Warwick havde bragt med fra Calais, var 600 mand ledet af Andrew Trollope, en erfaren soldat. I løbet af natten gik Trollope og hans mænd og andre fra York-styrkerne over til Lancaster-hæren. Idet de så et sikkert nederlag lige øjnene, meddelte York, Salisbury og Warwick, at de ville være tilbage i Ludlow ved nattetid. De forlod derefter deres hær og flygtede til Wales.
Ved daggry den 13. oktober knælede de lederløse York-tropper i underkastelse foran Henrik og blev benådet. York havde ikke kun forladt sine tropper, men også sin hustru Cecily Neville, hans to yngre sønner Georg og Richard og hans yngste datter Margrete. I følge en traditionel fortælling blev de fundet stående ved Ludlow Market Cross, da Lancaster-styrkerne ankom. De blev anbragt hos hertugindens søster Anne, hustru til hertugen af Buckingham. Lancaster-tropperne plyndrede derefter Ludlow og blev berusede af stjålet vin og begik mange krænkelser.

## Efterspil
York rejste med sin anden søn Edmund, jarl af Rutland, til Irland, hvor han tidligere havde været kongens stedfortræder og stadig havde støtte fra det irske parlament. Salisbury, Warwick og Yorks ældste søn Edvard, jarl af March, drog til Sydwales, hvor Warwick havde godser og støtter. Der tog de et skib, også med hensigt om at nå Irland, men de blev blæst over Bristolkanalen til det West Country, hvor en støtte, Sir John Dynham, lånte dem en båd, der førte dem til Calais. Den 9. oktober havde kong Henrik udpeget hertugen af Somerset til at erstatte Warwick som kaptajn på Calais. Imidlertid var Warwick i stand til at komme ham i forkøbet, muligvis i få timer. Under hans onkel, Lord Fauconberg, støttede garnisonen og byen ham stadig.
Kong Henrik og hans hær vendte i mellemtiden tilbage til Coventry, hvor et parlament, fyldt med dronning Margretes støtter, fratog York, Salisbury og Warwick og deres resterende støtter, deres ære, liv og gods. Det viste sig imidlertid umuligt for jarlen af Wiltshire, der var blevet udnævnt til kongens stedfortræder i Irland i stedet for Richard af Yorks, at rejse tropper til at tvinge York væk fra Irland. Somerset var i stand til at lande nær Calais og erobre den nærliggende borg Guînes, men blev to gange slået tilbage, da han forsøgte at erobre Calais fra Warwick. Warwick var i stand til at sejle til Irland og undgik kongens skibe, under hertugen af Exeters befaling, til at aftaler planer med hertugen af York.
Selvom det havde set ud som om, at landet var blevet forenet bag kong Henrik på tidspunktet for Slaget ved Ludford Bridge, havde Henriks hofs adfærd inden for kort tid ført til mange klager over, at Lancaster-favoritterne havde beriget sig selv på bekostning af kongen og befolkningen og undlod at forhindre spredningen af lovløshed. Det var disse klager, som Richard af York først havde brugt som påskud til at gribe til våben over for Henriks hof i begyndelsen af 1450'ere. Inden for seks måneder efter konfrontationen var Warwick i stand til at lande ved Sandwich i Kent med folkelig støtte fra London og det sydøstlige England. Han marcherede derefter ind i Midlands og, hjulpet af forræderi i Lancaster-hæren, tog han kong Henrik til fange i Slaget ved Northampton.

## Fodnoter
1. ↑  Landsbyen Ludford lå i Herefordshire i 1459, broen krydsede county grænsen.